# مجموعة حلول أفيا
مجموعة حلول أفيا هي مجموعة أعمال طيران عالمية قبرصية تضم ما يقرب من 100 مكتب ومحطة إنتاج في جميع أنحاء العالم. يقع مقرها الرئيسي في ليماسول (قبرص) ولها مكاتب في فيلنيوس (ليتوانيا) وموسكو (روسيا).

## تاريخ

### توسع
في أكتوبر 2018 ، باعت مجموعة حلول أفيا حصصًا في رامبورت إيرو.
في أكتوبر قامت شركة خدمات أرض البلطيق المملوكة للمجموعة بتأسيس شركة جديدة لشحن السكك الحديدية - BGS السكك الحديدية في أوكرانيا.
في نوفمبر 2018 ، تم شطب مجموعة حلول أفيا من بورصة وارسو.
في ديسمبر 2018 ، أعلنت شركة خدمات أرض البلطيق (BGS) عن استحواذها على شركة المناولة الأرضية في ألمانيا.
في أكتوبر 2019 ، استحوذت على متخصص الطيران البريطاني تشابمان فريبورن.
في أبريل 2020 ، انضمت الشركة إلى غرفة التجارة الأمريكية في ليتوانيا.
في فبراير 2021 ، بدأت تدريب BAA إسبانيا التابعة لمجموعة مجموعة حلول أفيا عملياتها.
في مارس 2021 ، استحوذت شركة تابعة لمجموعة مجموعة حلول أفيا حلول صيانة الطائرات المتخصصة في صيانة وإصلاح وتجديد الطائرات الخاصة والتجارية على مجموعة RAS ومقرها لندن وتتألف من راس كومبليتيونز ليمتد و RAS انتيريرز ليمتد.
في أبريل 2021، أطلقت شركة تابعة لشركة مجموعة حلول أفيا FL التقنيات خدمة واسعة النطاق FL تكنيكس للحلول اللوجستية.
في مايو 2021، أنشأت تدريب BAA منظمة MRO شركة شركة أفيا لإصلاح السيارات في مطار Lleida-Alguaire الدولي في إسبانيا.
في أغسطس 2021، استحوذت ستورم للطيران التابعة لشركة تقنيات FL على شركة خدمات شيفرون الفنية ومقرها مانشستر.
في سبتمبر 2021، أعلنت مجموعة حلول أفيا عن دخولها في شراكة إستراتيجية مع Certares Management LLC من خلال استثمار بقيمة 300 مليون يورو.
في أكتوبر 2021، استحوذت مجموعة حلول أفيا على شركة Biggin Hill حظيرة المحدودة ، مالك الهنجر 510 ، مركز عمليات الصيانة والإصلاح والعمرة (MRO) مطار لندن بيغين هيل.

## الجوائز
- في عام 2012، تم اختيار جيديميناس زيميليس ، رئيس مجلس إدارة مجموعة حلول أفيا ، من بين أفضل 40 قائدًا شابًا موهوبًا في صناعة الطيران من قبل أسبوع الطيران وتقنية الفضاء.[17]
- في يونيو 2016، حصلت مجموعة حلول أفي على جائزة بطل وطني عام وتم اختيارها من بين أفضل 10 شركات أوروبية في فئة RSM لأفضل رجل أعمال للعام في حفل توزيع جوائز الأعمال الأوروبية.[18]
- تم اختيار مجموعة حلول أفيا كأفضل مصدر لعام 2018 من قبل اتحاد الصناعيين الليتوانيين.[19]

## بنية

### الشركات الحالية
تمتلك مجموعة حلول أفيا مكاتب في ليتوانيا وقبرص وأيرلندا والإمارات العربية المتحدة والولايات المتحدة والمملكة المتحدة وصربيا وإستونيا وموسكو وتايلاند وإندونيسيا والصين. اعتبارًا من يناير 2022 ، تسيطر مجموعة حلول أفيا على الشركات التالية: